# Midori (Gunma)
Pour les articles homonymes, voir Midori.
Midori (みどり市, Midori-shi) est une municipalité ayant le statut de ville dans la préfecture de Gunma, au Japon.

## Géographie

### Situation
Midori est située à l'est de la préfecture de Gunma.

### Démographie
En septembre 2020, la population de Midori s'élevait à 50 244 habitants, répartis sur une superficie de 208,42 km2.

### Hydrographie
Midori est traversée par la rivière Watarase.

## Histoire
La ville de Midori a été créée en 2006 de la fusion des bourgs d'Ōmama et de Kasakake et du village d'Azuma.

## Transports
Midori est desservie par plusieurs lignes ferroviaires :
- la ligne Ryōmō de la JR East,
- la ligne Kiryū de la Tōbu,
- la ligne Jōmō de la Jomo Electric Railway,
- la ligne Watarase Keikoku de la Watarase Keikoku Railway.

Les principales gares sont celles d'Agaki et Iwajuku.